# Lajon Witherspoon
Pour les articles homonymes, voir Witherspoon.
Lajon Jermaine Witherspoon, né le 3 octobre 1972 à Nashville dans le Tennessee, est un chanteur américain, leader du groupe de nu metal Sevendust.

## Biographie
Lajon Witherspoon naît et grandit à Nashville, dans le Tennessee. Passionné par la chanson, —passion qu'il tient de son père chanteur dans un groupe de funk local— il intègre la chorale de son église.
Witherspoon commence sa carrière comme chanteur dans un groupe de soul en 1994, avant d'être repéré par Vince Hornsby et Morgan Rose, bassiste et batteur du groupe Snake Nation, ainsi que par le batteur John Connolly qui a rejoint Hornsby et Rose. Six mois plus tard, le guitariste Clint Lowery rejoint le groupe. Le groupe se fait appeler Rumblefish, puis Crawlspace, avant de finalement opter pour Sevendust.